# Milton Doyle
Milton Doyle (Chicago, Illinois, 31 de octubre de 1993) es un baloncestista estadounidense que pertenece a la plantilla de los Tasmania JackJumpers de la NBL Australia turca. Con 1,93 metros de estatura, juega en la posición de escolta.

## Trayectoria deportiva

### Universidad
Jugó cuatro temporadas con los Ramblers de la Universidad Loyola Chicago, en las que promedió 13,3 puntos, 4,1 rebotes, 3,8 asistencias y 1,2 robos de balón por partido. En su primera temporada fue elegido novato del año de la Missouri Valley Conference, mientras que en la última fue incluido en el mejor quinteto de la conferencia, convirtiéndose en el primer jugador de Loyola en alcanzar ese honor.

### Profesional
Tras no ser elegido en el Draft de la NBA de 2017, fue invitado por los Brooklyn Nets a participar en las Ligas de Verano de la NBA, disputando 4 partidos en los que promedió 10,5 puntos y 3,5 reebotes en poco más de 16 minutos de juego por partido.
El 4 de agosto firmó contrato con los Nets, pero fue finalmente descartado para la temporada el 11 de octubre. Semanas más tarde firmaría con los Long Island Nets, el equipo de la G League, como jugador afiliado.
En diciembre firmó un contrato dual con los Brooklyn Nets, ocupando la plaza que dejó el jugador ghanés Yakuba Ouattara tras ser despedido.
En agosto de 2018 firmó contrato con el UCAM Murcia de la liga ACB .
En verano de 2019, disputaría 8 partidos de la liga de verano de la NBA con Sacramento Kings, lo que le proporcionaría un contrato con los Chicago Bulls con el que jugaría 3 encuentros de la pretemporada.
Durante la temporada 2019-20 formaría parte de la plantilla de los Windy City Bulls de la NBA G-League, con el que disputa 40 partidos promediando la cifra de 17.48 puntos por partido.
En mayo de 2020, se compromete por el Hapoel Eilat de la Ligat Winner, la primera división del baloncesto israelí.
A finales de julio de 2020, firma con el Pallacanestro Trieste italiano.
El 12 de agosto de 2021, firma por el Gaziantep BŞB de la BSL turca.
En verano de 2022 firmó con los Tasmania JackJumpers de la NBL Australia para la temporada 2022-23.

## Estadísticas de su carrera en la NBA

### Temporada regular
| Año     | Equipo   | PJ | PT | MPP  | %TC  | %3P  | %TL  | RPP | APP | ROB | TPP | PPP |
| ------- | -------- | -- | -- | ---- | ---- | ---- | ---- | --- | --- | --- | --- | --- |
| 2017-18 | Brooklyn | 10 | 0  | 12.5 | .277 | .174 | .500 | 1.8 | 1.0 | .6  | .2  | 3.4 |
| Total   | Total    | 10 | 0  | 12.5 | .277 | .174 | .500 | 1.8 | 1.0 | .6  | .2  | 3.4 |